# رودخانه سبو
رودخانه سبو (عربی: سبو) رودی است که از کشور مراکش می‌گذرد. طول آن ۴۹۶ کیلومتر (۳۰۸ مایل) است. رودخانه سبو از کوه‌های اطلس سرچشمه می‌گیرد و به لحاظ حجم بزرگترین رودخانه در آفریقای شمالی می‌باشد. این رود به شهرهای «فاس» و «القنیطر» از غرب و شرق مشرف است و به رودخانه فاس در دشت و در نهایت به اقیانوس اطلس می‌ریزد که کشاورزی را در آن ساده می‌کند.